# Psychotria sintenisii
Psychotria sintenisii är en måreväxtart som beskrevs av Ignatz Urban. Psychotria sintenisii ingår i släktet Psychotria och familjen måreväxter. Inga underarter finns listade i Catalogue of Life.